# Vương triều Palaiologos
Nhà Palaiologos (tiếng Hy Lạp: Παλαιολόγος, phát âm tiếng Hy Lạp: [paleoˈloɣos], số nhiều Παλαιολόγοι, [paleoˈloʝi]), còn được gọi theo kiểu Latinh là triều Palaeologan hoặc triều Palaeologus, là hoàng tộc Đông La Mã gốc Hy Lạp và là triều đại cầm quyền cuối cùng của Đế quốc Đông La Mã. Sau cuộc Thập tự chinh thứ tư, các thành viên của gia tộc đã trốn sang nước láng giềng là Đế quốc Nicaea, nơi mà Mikhael VIII Palaiologos trở thành đồng hoàng đế vào năm 1259 và tái chiếm Constantinopolis và lên ngôi hoàng đế duy nhất của Đế quốc Đông La Mã vào năm 1261. Hậu duệ của ông đã cai trị đế chế cho đến khi Constantinopolis thất thủ vào tay người Thổ Ottoman vào ngày 29 tháng 5 năm 1453, được coi là triều đại tồn tại lâu nhất trong lịch sử Đông La Mã dù một số vẫn tiếp tục nổi bật trong xã hội Ottoman ít lâu sau đó. Một nhánh của nhà Palaiologos đã trở thành lãnh chúa phong kiến xứ Montferrat ở Ý. Sự thừa kế này cuối cùng được hợp nhất bằng cách kết hôn với gia tộc Gonzaga, người cai trị Công quốc Mantua và là con cháu của nhà Palaiologoi xứ Montferrat. Rồi lại được truyền lại qua dòng dõi Công tước xứ Lorraine về sau trở thành người đứng đầu tổ tiên của Hoàng đế dòng Habsburg-Lorraine của Áo.

### Hoàng đế nhà Palaiologos
| Tên gọi                       | Năm trị vì                 | Chú thích |
| ----------------------------- | -------------------------- | --- |
| Mikhael VIII Palaiologos      | 1261 - 1282                | Xuất thân đại quý tộc                                                                                          |
| Andronikos II Palaiologos     | 1282 - 1328                | Con trưởng của Mikhael VIII. Thoái vị trong cuộc phản loạn của Andronikos III Palaiologos.                     |
| Mikhael IX Palaiologos        | Đồng hoàng đế: 1294 - 1320 | Con trưởng của Andronikos II Palaiologos                                                                       |
| Andronikos III Palaiologos    | 1328 - 1341                | Con trưởng của Mikhael IX Palaiologos. Năm 1321 là đồng hoàng đế.                                              |
| Ioannes V Palaiologos         | 1341 - 1347                | Con trưởng của Andronikos III Palaiologos, bị mất thực quyền vào năm 1347 - 1354 về sau được phục vị.          |
| Ioannes VI Kantakouzenos      | 1347 - 1354                | Cha của Helena, Hoàng hậu của Ioannes V. Đồng hoàng đế năm 1346 - 1347.                                        |
| Ioannes V Palaiologos (Lần 2) | 1354 - 1376                | Thống trị một mình                                                                                             |
| Andronikos IV Palaiologos     | 1376 - 1379                | Con trưởng của Ioannes V chiếm đoạt ngôi vị. Đồng hoàng đế năm 1366 và 1369 - 1371.                            |
| Ioannes V Palaiologos (Lần 3) | 1379 - 1391                | Phục vị lần nữa.                                                                                               |
| Ioannes VII Palaiologos       | Hoàng đế đối lập: 1390     | Con trưởng của Andronikos IV. Lên ngôi trong cuộc nổi loạn.                                                    |
| Andronikos V Palaiologos      | 1403 - 1407                | Đồng Hoàng đế và con trưởng của Ioannes VII.                                                                   |
| Manuel II Palaiologos         | 1391 - 1425                | Con thứ của Ioannes V                                                                                          |
| Ioannes VIII Palaiologos      | 1425 - 1448                | Con trưởng của Manuel II. Là đồng hoàng đế năm 1421 - 1425.                                                    |
| Konstantinos XI Palaiologos   | 1449 - 1453                | Con thứ tư của Manuel II và là em của Ioannes VIII. Từ năm 1428-1448 là Despotēs xứ Morea. Chết trận năm 1453. |